# Centro de Deslizamento Sanki
O Centro de Deslizamento Sanki, ou também Centro de Sliding Sanki (Центр санного спорта Санки (em russo)), é uma pista de bobsled, luge e skeleton localizada na estância de esqui Clareira Vermelha, na Rússia, estando a 60 km a nordeste de Sóchi, sede dos Jogos Olímpicos de Inverno de 2014.
O local foi construído para ser sede dos eventos de bobsleigh, luge e skeleton durante os Jogos.
Uso pós-olímpico envolverá competições internacionais de bobsled, luge e skeleton, além de servir como local de treinamento para atletas russos envolvidos nesses esportes.

## Percurso
A duração da faixa terá uma extensão máxima de 1.365 metros para o bobsled, skeleton e também para o luge simples masculino.
A diferença de altura máxima (para 1365m) é 131,9 metros. A pista terá assento permanente para 500 pessoas e provisório para até 5000